# Belagerung Kolbergs 1807
Schleiz – Saalfeld – Jena und Auerstedt – Lübeck – Großpolen – Czarnowo – Golymin – Pułtusk – Dirschau –  Allenstein – Preußisch Eylau – Ostrolenka – Stolp – Danzig – Kolberg – Guttstadt –Heilsberg – Friedland
Die Belagerung Kolbergs 1807 fand während des Vierten Koalitionskrieges statt. Die erfolgreiche Verteidigung der preußischen Festung Kolberg in Pommern von März bis Juli 1807 gegen französische Truppen hatte wegen ihrer Begleitumstände und den Namen einiger Beteiligter eine politisch-moralische Signalwirkung, die ihre militärstrategische Bedeutung weit übertraf. Sie wurde angesichts der Niederlage Preußens in diesem Krieg schon für Zeitgenossen zu einem Mythos, der bis ins 20. Jahrhundert fortwirkte.

## Festung Kolberg
Die Festung Kolberg an der Ostsee war bei ihrer Übergabe an Brandenburg 1653 der einzige Überseehafen im Kerngebiet des brandenburg-preußischen Staates. Auch nach den Annexionen Stettins 1720 und Danzigs 1793 mit ihren wesentlich leistungsfähigeren Häfen blieb Kolberg befestigt, um Feinden bei einer Invasion Pommerns nicht als Nachschubhafen dienen zu können.
Die Hauptbefestigung bestand aus einem inneren Wall mit sechs Bastionen und einem Außenwall um die östlich der Persante gelegene Stadt, ergänzt durch mehrere Schanzen entlang eines Nebenarms der Persante im Westen. Die Mündung des Flusses mit dem Ostseehafen beherrschte das Fort Münde. Die 1,5 km lange Verbindung dorthin sicherten eine Redoute und eine weitere Schanze. Das Gelände links des Flusses war nur gegenüber dem Fort Münde befestigt. Andere Außenwerke hatte die Festung nicht.
Kolberg war von einem Feld- und Wiesengelände umgeben, das durch ein in der Stadt angelegtes Stau- und Schleusensystem im Belagerungsfall bis an den Außenwall geflutet werden konnte. Damit operierten die Verteidiger auf der inneren Linie, während Angriffspunkte erst tief im Hinterland durch Errichtung von Dämmen verbunden werden konnten. Der weithin wässrige Boden erschwerte den Belagerern das Anlegen von Laufgräben und Kommunikationswegen sowie von Trinkwasserbrunnen, trockenen Unterkünften und Batterien.
Wegen der geringen Wassertiefe der Ostsee vor Kolberg und gefährlicher Sandbänke konnten sich große Schiffe nur risikoreich der Küste auf wirkungsvolle Schussweite nähern. Dagegen war die Artillerie des Forts Münde der Bestückung kleinerer Fahrzeuge, die den Hafen anlaufen konnten, überlegen. Eine Schwäche der Festung war der Mangel an Kasematten zur bombensicheren Unterbringung von Mannschaften und Vorräten aller Art. Bei einer Blockade von See her konnte Kolberg ausgehungert werden.
Seit dem Jahre 1803 stand die Festung Kolberg mit ihrer Garnison von zwei feldzugsuntauglichen Dritten Bataillonen unter dem Kommando des Obersten Lucadou. Wegen vieler Beurlaubungen befanden sich im Oktober 1806 nur rund 600 bis 700 Soldaten vor Ort. Die Artillerie hatte 64 brauchbare Kanonen, die von 97 Veteranen bedient werden sollten. Dies war nur ein Bruchteil der nötigen Verteidigungskräfte. Reiterei und Pioniere gehörten nicht zur Festungsbesatzung.

## Vorgeschichte von Oktober 1806 bis Anfang März 1807
Nach den Niederlagen von Preußens Armee bei Jena und Auerstedt am 14. Oktober 1806 erfolgte ein rascher militärisch-politischer Zusammenbruch des Staates. Napoleon marschierte mit der Grande Armée direkt nach Berlin, während sich die Reste der preußischen Armee auflösten und ihre noch intakten Verbände und die großen Festungen innerhalb weniger Wochen kapitulierten. Nach Napoleons Einzug in Berlin am 27. Oktober leisteten ihm preußische Minister den Treueeid. Auch die große Festung Stettin kapitulierte am 29. Oktober kampflos, und die pommersche Regierung unterstellte sich französischem Kommando. Napoleons Armee drang weit südlich von Kolberg in Richtung Ostpreußen vor, wohin sich der preußische König Friedrich Wilhelm III. mit den Resten seiner Truppen zurückgezogen hatte, um russische Unterstützung abzuwarten.
Die Nachricht von der Niederlage erreichte Kolberg am 23. Oktober. Sofort ordnete Lucadou an, die Festung in Verteidigungszustand zu versetzen, und rief die Beurlaubten der Garnison zurück. Als am 8. November ein französischer Oberst vor Kolberg erschien und die Festung zur Übergabe aufforderte, wies Lucadou ihn ab. Anweisungen der pommerschen Regierung in Stettin zur Unterstützung der französischen Kriegführung beantwortete er mit Erläuterungen ihrer Strafbarkeit. Lucadous Vorgehen und seine Anordnung, dass sich jede Familie für sechs Monate mit Lebensmitteln zu versorgen habe, löste unter den 4400 Einwohnern der Stadt eine Flucht- und Panikwelle aus, geschürt durch Gerüchte, die von zahlreichen Flüchtlingen ausgingen. Als am 12. November Graf Götzen im Auftrag des Königs die Festung inspizierte, versicherte der Magistrat, die Bürger würden „Treue bis in den Tod“ üben, und der Kommandant versprach, er werde die Festung „bis auf den letzten Mann“ verteidigen. Für die französische Strategie war der Besitz Kolbergs zunächst ohne Bedeutung.
Seit Ende Oktober 1806 war Kolberg Anlaufziel tausender versprengter oder ranzionierter preußischer Soldaten. Den größten Teil des Zuzugs, verstärkt durch neu eingezogene Rekruten, sandte Lucadou zur Armee nach Ostpreußen. In der Festung behielt er die Depottruppen zweier Kürassierregimenter aus Pommern und der Altmark, von denen letzteres im Dezember nach Danzig ging. Neben seinen inzwischen unvollständig aufgefüllten Bataillonen stellte er neue Infanterie- und Artillerieverbände auf.
Mit Hilfe aus Stettin geflohener Beamter wurden, autorisiert vom König, von Kolberg aus Steuern eingezogen und große Vorräte in die Festung geschafft. Im Winter 1806/07 erstreckte sich das Stationierungsgebiet der Kolberger Truppen von der Dievenow im Westen über Greifenberg i. Pom. entlang der Rega bis vor Schivelbein im Süden und hatte bei Belgard und Köslin im Osten Verbindung zu den Vortruppen von Danzig. Streifzüge führten zur Gefangennahme der feindlichen Besatzung von Swinemünde und erreichten Neustettin, Arnswalde, Stargard, Stolp und das rechte Oderufer.
Unabhängig von der Festungsbesatzung begann von Kolberg aus der Husaren-Leutnant Eugen von Hirschfeld mit einem Freikorps den Kleinen Krieg im mittleren Pommern. Gegen Ende 1806 aufgestellt aus ranzionierten Kavalleristen, meistens Blücher-Husaren, wuchs die Stärke des Freikorps Hirschfeld auf 200 Mann. Um die Jahreswende 1806/07 führte Hirschfeld es in die Neumark und weiter nach Schlesien. Seine Aktionen veranlassten das französische Oberkommando zu größeren Truppenverschiebungen zu Ungunsten des Hauptkriegsschauplatzes in Ostpreußen.
Anfang März umfassten die Truppen der gut verproviantierten und reparierten Festung rund 3700 Mann Infanterie und Jäger, etwa 200 Reiter und über 600 Artilleristen mit 106 Geschützen. Für Wach- und Ordnungsdienste standen etwa 600 bewaffnete Bürger in fünf Kompanien bereit. Dazu kam das auswärts operierende Freikorps Schill mit (im Februar) über 960 Infanteristen und Jägern, 450 Reitern und 50 Artilleristen mit 11 leichten Geschützen.

## Das Freikorps Schill

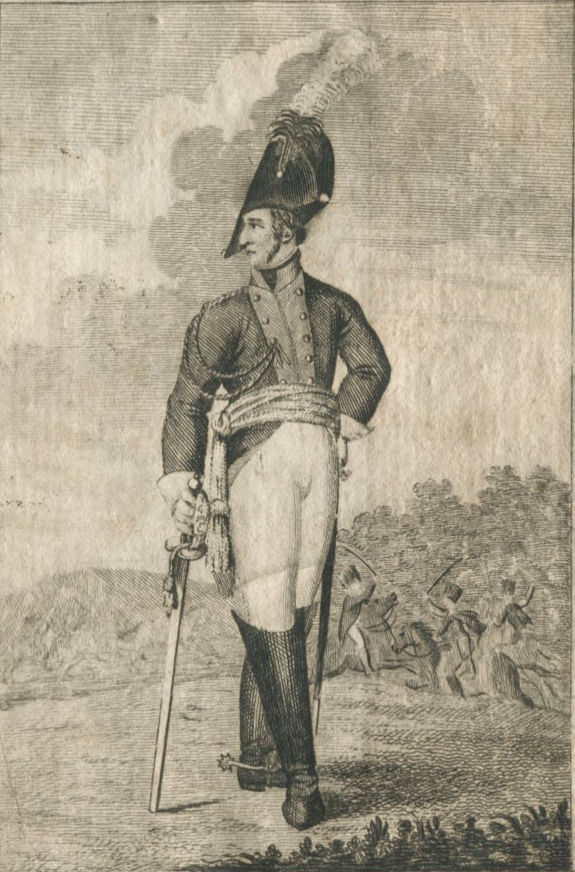
Leutnant von Schill

Der Dragonerleutnant Ferdinand von Schill hatte als Schwerverletzter Kolberg Anfang November erreicht und wurde bald von Lucadou ermächtigt, eine kleine Reitertruppe aufzustellen. Er hatte charismatische Eigenschaften, Bravour und taktischen Instinkt, womit er seine mangelnde strategische Begabung überspielen konnte. Schills Friedensstandorte waren Gartz und Naugard und er kannte das westliche Hinterpommern gut. Zunächst beschaffte seine Truppe Waffen, Vorräte, Kriegsbedarf, Pferde und Steuereinnahmen für Kolberg und betrieb Aufklärung. Direkte Zusammenstöße mit feindlichen Truppen, die in gleicher Absicht für die Festung Stettin das Land durchstreiften, sollte Schill vermeiden, um keinen Angriff auf Kolberg zu provozieren. Er aber machte sich mit der Eroberung von Gülzow am 7. Dezember 1806 auf einen Schlag einen Namen in Pommern. Der König verlieh ihm sofort den Orden Pour le Mérite. Lucadou gestattete Schill die Formierung einer selbständigen Eskadron. Schnell wuchs sie an und wurde zum Kern eines selbständig operierenden Korps aus allen Waffengattungen. Das Korps bestand ausschließlich aus ranzionierten oder versprengten Soldaten der preußischen Armee. Es war im Winter 1806/07 die einzige größere im freien Feld operierende preußische Truppe westlich der Weichsel und bekam Unterstützung aus ganz Pommern.
Lucadou beobachtete, wie das leichte Leben im Schillschen Korps die Disziplin seiner Festungstruppen untergrub und er verlegte es nach Greifenberg. Als sich Meldungen von Exzessen Schillscher Soldaten gegenüber der Zivilbevölkerung häuften und Schills Kassenführung undurchschaubar wurde, rief er es im Dezember nach Kolberg zurück. Die Angehörigen des Schillschen Korps hatten keine Uniform und bekamen erst im März 1807 gute Gewehre. Ihre Besoldung und Verpflegung war immer schlecht und unregelmäßig. Sowohl die Mannschaften wie Offiziere neigten zur Undiszipliniertheit. Außerdem traten in Pommern inzwischen angebliche Schillsche Truppen auf, die Räubereien und Entführungen zwecks Lösegelderpressung begingen. Die Franzosen sahen die Schillschen Soldaten grundsätzlich als Banditen an und nahmen sie nicht gefangen, sondern machten sie nieder.
Ab Januar 1807 operierte das Korps wieder von Greifenberg i. Pom. aus. Wegen des unklaren Unterstellungsverhältnisses Schills entstanden Konflikte mit Lucadou, die dessen Autorität schwächten und die Popularität Schills steigerten. Nach Beginn der Kämpfe mit dem anrückenden Feind schob Lucadou während einer Abwesenheit Schills Anfang März 1807 drei Viertel der Schillschen Kavallerie nach Köslin ab und stationierte die Schillsche Infanterie links der Persante. Ende März kehrte die Reitertruppe gewaltsam in das inzwischen eingeschlossene Kolberg zurück, um fünf Wochen später nach Schwedisch-Vorpommern zum neu aufgestellten Korps Blücher verschifft zu werden. Schill folgte am 12. Mai 1807 und kehrte nicht wieder nach Kolberg zurück. Seine Infanterie blieb vor Kolberg.

## Die Belagerung der Festung von Anfang März bis zum Eintreffen Gneisenaus

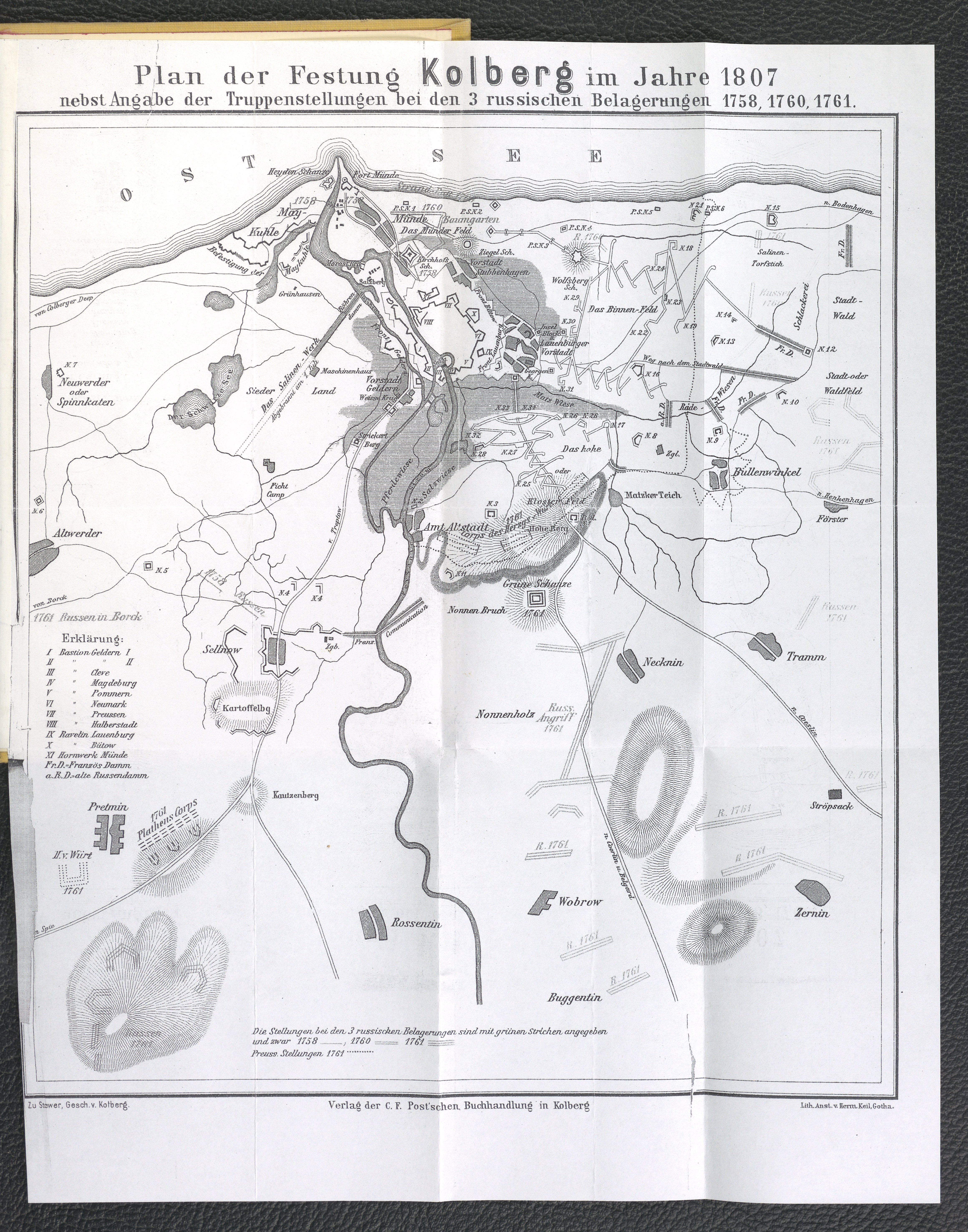
Plan der Festung Kolberg im Jahre 1807 (blass untergelegt die Stellungen der Russen bei den Belagerungen von 1758, 1760 und 1761)

Im Winter 1806/07 hatte sich die politisch-militärische Lage verändert. Preußen hatte nicht aufgegeben. Sein kleines Restheer und eine inzwischen anmarschierte russische Armee hatten sich in der Schlacht bei Preußisch Eylau im Februar 1807 in Ostpreußen gegen Napoleon behauptet. Die Weichsel-Festungen Danzig und Graudenz waren noch in preußischer Hand.
Großbritannien und Schweden hatten mit Preußen im Januar auch formal Frieden geschlossen. Die Bildung einer gemeinsamen Invasionsarmee in Schwedisch-Vorpommern zeichnete sich ab. Kolberg gewann als einziger preußischer Stützpunkt im neu entstehenden pommerschen Kriegsschauplatz an Bedeutung.
Im Januar 1807 befahl Napoleon die Einnahme Danzigs und eine neue Nachschublinie dorthin von Stettin über Gollnow, Körlin und Stolp wurde notwendig. Teile der im Februar nach Danzig ziehenden Truppen sollten Kolberg unterwegs einschließen. Nach der Schlacht bei Preußisch Eylau mussten sie jedoch in Richtung Graudenz/Marienwerder umgelenkt werden. Zur Einschließung Kolbergs ließ Napoleon Mitte Februar eine Streitmacht unter dem Kommando General Teuliès östlich der Oder mit der Spitze in Stargard aufmarschieren.
Ohne zu ahnen, mit wem er es zu tun hatte, eröffnete Schill am 16. Februar durch einen Angriff auf Stargard die Kämpfe um Kolberg. Schill musste sich noch am selben Tag auf Naugard zurückziehen, wohin die französische Vorhut am 17. Februar nachdrängte und zunächst empfindliche Verluste erlitt. Obwohl Schill inzwischen wusste, dass ihm die gesamte Division Teuliè folgte, befahl er einem Teil seiner Truppe sich im Amtshaus Naugard zu verschanzen. Dort richteten am 18. Februar die Franzosen unter den hundert Verteidigern und etwa sechzig der zum Schanzen eingesetzten Bauern und ihren Frauen und Kindern ein Blutbad an. In den nächsten Tagen zog sich Schill vor der Übermacht auf die Kolberger Truppen zurück, die hinter immer neuen Feldbefestigungen den vorsichtigen Anmarsch Teuliès aufhielten. Am 8. März 1807 hatte Teuliè eine lose Einschließung der Festung in einer 20 km langen Linie von Kolberger Deep im Westen um Altstadt-Kolberg im Süden bis zum Stadtwald etwa 3 km östlich Kolbergs erreicht.
Teuliè verfügte zu Beginn der Belagerung über ein französisches Infanterieregiment und zwei des Königreichs Italien, 280 Reiter und zwei Artilleriekompanien mit 10 Geschützen. Dazu kamen je eine Sappeur- bzw. Trainkompanie. Seine rund 5000 Belagerer waren damit der Festungsbesatzung und den Verbänden Schills mit etwa 5500 Mann und über 100 Kanonen zahlenmäßig unterlegen. Eine systematische Belagerung der Festung konnte Teuliè nicht einleiten. Er beschränkte sich auf Positionsgefechte, wodurch der Einschließungsring bis Anfang April auf ungefähr 10 km verkürzt wurde. Lucadou hatte mehrere Stellungen außerhalb des Überschwemmungsgebietes aufgeben müssen, darunter Altstadt-Kolberg, von wo aus die Stadt seit dem 14. März beschossen werden konnte. Am 19. März war das Schillsche Bataillon durch den Verlust des Dorfes Sellnow gezwungen, auf den Südrand der Maikuhle, eines Wäldchens zwischen der Persante und der Ostsee gegenüber dem Hafen, zurückzugehen. Dort legte es eine starke Feldbefestigung zum Schutz des Hafens und damit der Seeverbindung an.
Zur Niederlage bei Sellnow war es gekommen, weil Lucadou infolge eines Streites Schill die Unterstützung verweigert hatte. Nun setzte er Schill in Arrest. Nachdem sich bereits in der Bürgerschaft Unmut gegen den Kommandanten angestaut hatte, wurden auch einzelne Offiziere mit seiner Führung unzufrieden. Das steigerte sich, als Lucadou Schill gegenüber nachgab und ihn drei Tage später freiließ.
Aufseiten der Belagerer standen inzwischen, abgesehen von 80 französischen Reitern, nur noch Italiener vor Kolberg. Teuliè wurde von Napoleon am 25. März durch General Loison abgelöst, blieb aber vor Ort. Anfang April erschien vor Kolberg mit Verstärkungen, aber ohne Artillerie, der Marschall Mortier, um die Festung einzunehmen. Es blieb bei Vorpostengefechten. Zugleich war von Stralsund aus ein schwedisches Korps nach Stettin vorgerückt, und Mortier ging ihm mit seinen Verstärkungen und einem Teil der Belagerungstruppen entgegen. Er schlug die Schweden und schloss am 18. April mit ihnen einen Waffenstillstand, in dem sie sich verpflichteten, Kolberg keine Unterstützung zu leisten. Mortiers Abmarsch hatte die Truppen Loisons auf 4215 Mann verringert. Das nützte Schill sofort aus und griff am 12. April westlich der Persante an. Das Unternehmen hätte zum Aufrollen der Belagerungsarmee führen können, blieb aber nur ein halber Erfolg, weil es erneut zu keiner Verständigung mit Lucadou gekommen war. Loison gab die Einschließung Kolbergs auf und zog sich bis auf ein Detachement in Treptow auf das rechte Persanteufer zurück. Dort grub er sich ein und sandte Hilferufe an seinen Vorgesetzten.

## Die Festung unter dem Kommando Gneisenaus
In Kolberg erreichte indessen die Stimmung wegen des Fehlschlags, den man erneut Lucadou zuschrieb, und des Abbrennens einer Vorstadt auf seinen Befehl einen Tiefpunkt. Von Anfang an hatte ein Teil der Bürgerschaft alle Handlungen Lucadous mit Misstrauen verfolgt. Ihr Kopf war der Bürgerrepräsentant Joachim Nettelbeck, der das wegen der Überschwemmungen hochwichtige Amt der Aufsicht über die Feuerlöschanstalten, die Stadtbrunnen, das Röhrenwesen und die Wasserkunst versah. Lucadou war alt, zeigte sich kaum in der Öffentlichkeit, sprach mit französischem Akzent und hatte einen Schlaganfall hinter sich. Gründe genug, ihn als Muster des überalterten, unfähigen und unwissenden preußischen Offiziertyps anzusehen, auf dessen Konto der katastrophale Feldzug in Thüringen und die Serie der Festungsübergaben ging. Nun diskutierten auch Beamte und Offiziere die Ablösung des in der Tat überforderten Lucadou. Auf Nettelbecks Initiative wurde beim König mit konspirativen Mitteln die Entsendung eines neuen Kommandanten nach Kolberg erreicht. Beraten durch Rüchel wählte er den Major Gneisenau aus, der am 29. April in Kolberg eintraf. Gneisenau ergriff sofort an einer strategisch wichtigen Stelle die Initiative und hatte Erfolg. Zugleich begeisterte er durch seine energische Haltung seine Soldaten und Nettelbeck. Diesen erkannte er als Sachverständigen an und setzte ihn mitsamt der Nettelbeckpartei in Dingen der Erfassung und Kontrolle innerhalb der Bürgerschaft ein.
Eine Stärkung erfuhr Kolberg durch eine schwedische Fregatte mit 44 Kanonen am 28. April. Sie kreuzte seither auf der Reede und griff mehrmals trotz des schwedischen Waffenstillstands mit Frankreich in die Kämpfe durch Fernbeschuss ein.
In den Tagen der Ablösung des Kommandanten hatte Loison seit dem 23. April Verstärkungen erhalten. Es kamen ein Regiment aufständischer Polen unter Oberst Antoni Paweł Sułkowski, das Regiment der Herzöge zu Sachsen, mit Bataillonen aus Weimar und Gotha, Altenburg und Meiningen, zwei württembergische Regimenter, und das italienische Bataillon, das Mortier mitgenommen hatte. Mit seinen Truppen war Loison nicht zufrieden. Die Italiener versagten in den Nachtkämpfen und die Deutschen aus den Rheinbundstaaten sympathisierten mit den Preußen. Von den Thüringern war schon beinahe ein Drittel während des Anmarschs desertiert, und auch jeder fünfte Württemberger war unterwegs davongelaufen. Aber Loison verfügte um den 25. Mai über rund 8.100 Mann, nicht gerechnet die Artillerie, die Pioniere und den Train, und hatte die numerische Überlegenheit. Er bildete vier Brigaden, von denen drei rechts der Persante standen. Aber zunächst unterließ er es, die Einschließung wiederherzustellen.
Wie auch Gneisenau hatte Loison erkannt, dass die einzige Möglichkeit, an die Festung angriffsweise heranzukommen, den Besitz des Binnenfeldes, einer etwa 2 × 2 km großen Ebene nordöstlich der Stadt, voraussetzte. Sie wurde vom Wolfsberg beherrscht. Gneisenau errichtete dort als Rückgrat der Verteidigung eine starke Schanze mit Geschützunterständen. Währenddessen war Loison damit beschäftigt, einen Zugang zum Binnenfeld zu bekommen, das im Süden und Osten von einem niedriger gelegenen Sumpf- und Waldgebiet umgeben war und im Norden in ein Dünengelände zum Ostseestrand überging.
In den folgenden Wochen trafen während häufiger Vorpostengefechte und der Anlage neuer Feldbefestigungen auf beiden Seiten Verstärkungen ein. Durch Ankunft zweier Infanteriebataillone, mehrerer Ranzioniertentransporte aus Usedom und Wollin auf dem Seeweg und von täglich etwa 20 Ranzionierten bewahrten die Truppen in Kolberg bis Mitte Mai 1807 trotz ihrer Verluste und des Abzugs der Schillschen Reiterei eine Stärke von 5.500 Mann, darunter über 200 Reiter und knapp 600 Artilleristen. Loison erhielt am 13. Mai sieben schwere Geschütze.
Am 18. Mai kamen die Belagerer in einem von Teuliè geführten Großangriff über zwei Dämme, die sie inzwischen gebaut hatten, auf das Binnenfeld, um die Wolfsbergschanze zu erobern. Sie erlitten eine schwere Niederlage. Gneisenaus Konzept der beweglichen Verteidigung im Vorfeld, gestützt auf ein System von Feldschanzen und Blockhäusern, bewährte sich. Loison ging nun, nachdem er am Rande des Binnenfeldes Fuß gefasst hatte, unter ständigen Tag- und Nachtkämpfen zur förmlichen Belagerung des Wolfsbergs durch Vorantreiben von Laufgräben und Parallelen über. In diese Kämpfe griffen am 26. Mai die schwedische Fregatte und, bevor sie absegelte, eine britische Korvette ein. Sie hatte am 20. Mai zwei Transportschiffe mit 10.000 Gewehren nach Kolberg geleitet.
Bis Mitte Juni legte Gneisenau zwischen dem Außenwall und dem 900 Meter entfernten Wolfsberg mehrere Verteidigungslinien und die neue Ziegelschanze  an, um sich mit Zeitgewinn systematisch vor seinem stärkeren Gegner zurückziehen zu können. Ihm war klar, dass dieser nach dem Fall Danzigs, von dem er am 9. Juni erfuhr, demnächst vermehrt über schwere Artillerie verfügen würde und dass seine Feldbefestigungen nur eine begrenzte Haltbarkeit hatten. Loison hatte auf dem Binnenfeld bereits in Redouten 20 Geschütze zum Beschuss des Wolfsbergs aufgestellt. Nach der Ankunft eines Transportes von elf schweren Geschützen aus Danzig griff er am 11. Juni erneut den Wolfsberg an. Nach stundenlangem Bombardement schlug Loison seinem angeschlagenen Gegner den freien Abzug mitsamt der noch transportfähigen Geschütze vor, was dieser annahm. Infolge unterschiedlicher Interpretationen des Waffenstillstands kam es am Abend zu einem Beschuss der Schanze, bei dem General Teuliè tödlich verletzt wurde.
Loison baute die Wolfsbergschanze um und war dabei, Ferngeschütze in Stellung bringen, mit denen er den Hafen und das Fort Münde beschießen konnte, als auf der Kolberger Reede drei britische Schiffe erschienen. Um die Entladung von 40 Geschützen mit Munition und 10.000 Gewehren mit drei Millionen Patronen zu ermöglichen, griffen die Preußen in der Nacht zum 15. Juni den Wolfsberg an, nahmen die gesamte Besatzung gefangen und brachten sie mit einer eroberten Haubitze in die Festung. Nach zwei vergeblichen Gegenangriffen gelang es Loison am Folgetag, die inzwischen demolierte Schanze zurückzuerobern. Die Schiffe konnten während dieser Zeit ihre Ladung ungestört löschen, und die Artillerie der Festung hatte den entscheidenden Zuwachs erhalten.
In den Folgetagen unternahm die Besatzung in alle Richtungen Ausfälle, wodurch eine Einschließung im Westen und die Angriffsvorbereitungen Loisons auf dem Klosterfeld im Süden der Festung gestört wurden. Ein erneuter Versuch der Rückeroberung des Wolfsberges am 19. Juni, wo die gefürchteten Geschütze in Stellung gebracht worden waren, scheiterte jedoch mit schweren Verlusten. Am 29. Juni kehrte die schwedische Fregatte mit vier von Kolberg gekauften Mörsern, Munition und einer großen Menge Pulver zurück. Während die Festungswerke laufend verstärkt wurden und unter der Leitung Nettelbecks eine neue Überschwemmung die mögliche Angriffsweite zum Außenwall auf 250 Meter einengte, schoben sich vom Wolfsberg aus die Belagerer immer näher an die Umwallung heran.
Sie hatten seit dem 19. Juni bedeutende Verstärkung erhalten. Schon Ende Mai war ein holländisches Husarenregiment eingetroffen. Bis Ende des Monats kamen die dringend verlangten französischen Linientruppen, zwei Regimenter, und drei nassauische sowie zwei holländische Bataillone. Insgesamt verfügte Loison nun über rund 14.000 Mann, davon 12.300 Mann Infanterie, 400 Husaren, 55 bis 67 Geschütze und 275 Pioniere. Er teilte seine Truppen in sechs Brigaden ein, von denen fünf östlich der Persante standen. Die Schließung des Belagerungsringes im Westen gelang ihm am 26. Juni.

## Bombardement und Ende des Kampfs
Am 1. Juli 1807 um 3 Uhr morgens begann mit einem Beschuss aus allen Rohren der Hauptangriff an allen Fronten auf Kolberg. Die gesamte Stadt wurde bombardiert, geriet aber wegen der Windstille und der gut organisierten Feuerwehr unter Nettelbeck nicht in Brand. In den Vormittagsstunden hatten die Angreifer auf dem linken Persanteufer einen unerwarteten Erfolg, als die Infanterie des Schillschen Korps aus ihrer befestigten Stellung an der Maikuhle nach dem Verlust von nur acht Mann demoralisiert auf das rechte Persanteufer flüchtete und damit den Hafen preisgab. Eine Seeverbindung war jetzt nur noch über den Strand und die Reede möglich. An der Ostfront musste sich Gneisenau auf die nächste Verteidigungslinie zurückziehen, aber an keiner Stelle erreichten die Angreifer den Außenwall.
Um 10 Uhr ließ Loison das Geschützfeuer einstellen und bot durch einen Parlamentär Gneisenau die „ehrenvolle Kapitulation“ an. Anderenfalls versprach er den „völligen Untergang“ der Stadt und kündigte Gneisenau an, er müsse dann „mit dem Blut der Garnison zahlen“. Gneisenau lehnte ab, und das Bombardement der Stadt ging weiter. Es wurde nur kurz in der Nacht unterbrochen, das Rathaus ging in Flammen auf. Am Vormittag des 2. Juli konnten nicht mehr alle Brandherde gelöscht werden. Die Verteidiger hatten sich am Ostufer der Persante eingegraben, während sich die Franzosen am Westufer unter dem Dauerbeschuss des Forts Münde und der schwedischen Fregatte mit großen Verlusten verschanzten. Am Westrand des Binnenfeldes hatten sie zwei kleinere Schanzen erobert. Ihre Angriffe auf die Ziegelschanze waren blutig gescheitert.
Am frühen Nachmittag des 2. Juli durchschritt der preußische Offizier Heinrich von Holleben mit Genehmigung Loisons die französische Kampflinie. Er überbrachte Gneisenau vom König die Nachricht des Waffenstillstands, der die Friedensverhandlungen in Tilsit eingeleitet hatte, und die Beförderung zum Oberstleutnant. Gneisenau ließ sofort das Feuer einstellen und auf den Wällen weiße Fahnen hissen. Etwa eine Stunde später erreichte auch Loison ein französischer Bote mit der Nachricht vom Waffenstillstand. Nun stellte Loison Beschuss und Kampf ein, und die Kolberger sahen in der plötzlichen Stille weiße Fahnen auf den feindlichen Stellungen aufsteigen. Der Kampf um Kolberg war zu Ende. Kurz darauf trafen sich Gneisenau und Loison, um Einzelheiten des Waffenstillstands zu besprechen. In Kolberg waren bis zum Abend alle Brände gelöscht. In den nächsten Tagen hielten die Offiziere beider Seiten gemeinsame Friedensmähler im Freien ab. Am 4. Juli besichtigten die Kolberger die Stellungen der Belagerer. Am 5. Juli begann der Rückzug der Franzosen in die weitere Umgebung.

## Verluste
Die Verluste im Kampf um Kolberg waren ungewöhnlich hoch und die Zerstörungen schwer. Auf preußischer Seite fielen im Kampf 428 Soldaten, und in den Lazaretten starben an Wunden und Krankheiten 288. An Gefangenen verlor die Besatzung 204 Soldaten, 159 wurden vermisst, und 334 waren desertiert. Wegen Invalidität hatten 405 Soldaten den Abschied erhalten, während 1.043 wegen einer Verwundung zeitweise ausgefallen waren. In der Statistik fehlen Angaben zur Schillschen Reiterei insgesamt und zur Schillschen Infanterie vor dem 19. März 1807. Die preußischen Gesamtzahlen dürften daher bei über 800 Toten, etwa 500 Invaliden und über 800 Gefangenen, Vermissten und Deserteuren liegen. Das war ein Drittel der rund 6.000 eingesetzten Soldaten. Am Ende der Belagerung verfügte Gneisenau über etwa 4.000 Soldaten.
Von den Kolberger Bürgern waren nach zwei Angaben 69 bzw. 63 tot oder verletzt. Nach der einen gab es 27 Tote, davon 15 Frauen und Kinder, nach der anderen waren es 22 Tote, darunter 8 Frauen und Kinder. Mitgezählt waren zwei Angehörige des Bürgerbataillons, die im Dienst, aber nicht vor dem Feind verletzt wurden. In einen Kampf mit dem Feind ist das Bürgerbataillon nicht gekommen.
Ein Haus in Kolberg wurde durch Beschuss gänzlich zerstört, ein weiteres durch Feuer. Brand- und Wasserschäden hatte beinahe jedes Haus, etwa die Hälfte war zeitweilig nicht bewohnbar. Das Rathaus und der Stadthof waren fast völlig abgebrannt, auch größtenteils die Vorstädte. Im Juli 1807 zählte die Stadt 2.000 Obdachlose. In ihrer Umgebung waren Gärten, Wege, Felder und Wälder verwüstet.
Zu den Verlusten der französischen Seite liegen nur Schätzungen vor, die zwischen 8.000 und 10.000 Mann schwanken. Es wurden 1.632 Gefangene und mehrere hundert Deserteure gezählt, darunter aus den Rheinbundkontingenten 204. Unter den vielleicht 2.000 Toten waren sehr viele Soldaten, die wegen der schlechten Lebensbedingungen in den Feldlagern rings um Kolberg starben. Insgesamt waren über 22.000 Mann zum Einsatz gekommen, von denen aber mehrmals bedeutende französische Kräfte schon nach kurzer Zeit abzogen oder erst in der Endphase erschienen. Eingesetzt waren 9.200 Franzosen, knapp 6.800 Italiener, etwa 3.200 Deutsche, über 2.000 Holländer und 1.200 Polen. Die Verluste der Belagerer erreichten somit etwa 40 %.

## Folgen
Nach dem Frieden von Tilsit war Kolberg eine der wenigen Festungen, die Preußen verblieben waren. Ein Regen von Auszeichnungen ergoss sich über die am Erfolg Beteiligten. Gneisenau berief der König in die Kommission zur Reorganisation der preußischen Armee. Er und weitere 40 Offiziere erhielten den Orden Pour le Mérite und wurden mit oft vordatierten Patenten befördert, ältere mit erhöhten Bezügen verabschiedet. Das Kommando der Festung übernahm Major von Steinmetz. Aus den Truppen der Garnison bildete der König zwei neue Regimenter: Das Leib-Infanterie-Regiment und das Colbergsche Infanterie-Regiment. Die Jäger- und Artillerieformationen der Festungsbesatzung wurden der Garde zugeteilt und aus der Schillschen Reiterei entstand das 2. Brandenburgische Husarenregiment „von Schill“.
124 Soldaten erhielten die silberne Ehrenmedaille. Der Bürger Nettelbeck erhielt die Ehrenmedaille in Gold. Schon im Mai hatte der König dem Bürgerbataillon eine Uniform bewilligt. Der Stadt Kolberg erließ er ihren Umlageanteil an der Kriegskontribution.
In der Stadt selbst entstanden kurz nach dem Ende der Belagerung Zwistigkeiten zwischen der Bürgerschaft und dem Militär wegen der Unterbringung der weiter angewachsenen Garnison in bürgerlichen Wohnhäusern. Die von Gneisenau angelegten Außenwerke verursachten Konflikte wegen der dafür in Anspruch genommenen Grundstücke. Deren Besitzer verlangten die Rückgabe und die Beseitigung der Bebauung, wobei einige zur Selbsthilfe griffen.
Kolberg war nun, wie zur Zeit des Großen Kurfürsten, die einzige Seestadt des preußischen Staates, vom weit abgelegenen Pillau abgesehen. In den folgenden Jahren existierte über Kolberg ein geheimer diplomatischer Verkehr mit Großbritannien und Russland und getarnte Sendungen britischer Waffen kamen an. Im Spätherbst 1811, als sich ein neuer Konflikt zwischen Russland und Frankreich zuspitzte, marschierten große Teile der preußischen Armee unter dem Kommando Blüchers bei Kolberg auf, um bei einem französischen Angriff auf Preußen Rückhalt an der Seeverbindung mit möglichen Verbündeten zu finden. Kolberg selbst profitierte jahrelang vom Unterlaufen der Kontinentalsperre und erholte sich trotz seiner materiellen Schäden schneller als andere Orte in Pommern.

## Mythen und Legenden

### Zeitgenössisch
Schon während der Kämpfe, die der Belagerung vorausgingen, erwarb sich das Schillsche Korps großen Ruhm. Die Legende, zunächst in Pommern, schrieb ihm unrichtigerweise spektakuläre Taten zu, wie die Gefangennahme des Generals Victor. Nicht Gneisenau, sondern Schill galt als der Retter Kolbergs. Bei der Rückkehr der preußischen Truppen nach Berlin am 10. Dezember 1808 ritt Schill als Erster an der Spitze seines Husarenregiments unter stürmischem Jubel durch das Königstor in die Stadt ein. Das vielfach publizierte Ereignis machte ihn in ganz Deutschland bekannt. Im Offizierkorps der preußischen Armee wurde Schill eher belächelt, aber aus moralischen Gründen lehnte Gneisenau eine öffentliche Korrektur des Heldenbildes ab.
Nach Schills misslungenem Aufstandsversuch 1809 verblasste es, und Gneisenaus entscheidender Anteil trat stärker hervor. Der Erfolg in Kolberg stand am Anfang seines Aufstiegs zu einem der bedeutendsten Feldherren der Befreiungskriege. Gneisenau ist seither eine traditionsstiftende Gestalt in allen deutschen Heeren bis in die Gegenwart.
Die Metapher vom „Stern in dunkler Nacht“ für das unbezwungene Kolberg war schon während der Belagerung ein Begriff und erst recht nach der Belagerung symbolisierte „Kolberg“ den erfolgreichen Widerstand gegen Napoleon. Kolberg war nicht die einzige Festung, die sich bis zum Kriegsende hielt. Der Unterschied zu den Ereignissen in Graudenz, Cosel, Pillau und Silberberg lag in der Beteiligung der Bürgerschaft, die zudem an eine Tradition aus dem Siebenjährigen Krieg anknüpfen konnte.
Eine der Ursachen für die Niederlage Preußens erblickte die Öffentlichkeit in der ständisch bedingten Abgeschlossenheit des adeligen Offizierkorps. Nach Auffassung der Reformkräfte war die Entfaltung der Widerstandskräfte der „Nation“ in einer Ständegesellschaft offenbar unmöglich und deren Überwindung ein Gebot der Stunde. Der Erfolg in Kolberg galt wegen des Beitrags der Bürgerschaft als Beweis für die Leistungsfähigkeit des angestrebten Gesellschaftsmodells. In diesem Sinne erschienen seit 1807 zahlreiche Darstellungen. Zuerst schrieb oder veranlasste Gneisenau zwei Zeitungsartikel, die in Königsberg am 1. und 4. Juni 1807 erschienen. Dort war zum „Bürger Nettelbeck“ zu lesen: „Lebe deswegen noch lang, deinen Zeitgenossen ein Beispiel des Mutes, der Tätigkeit, des Patriotismus. Spiegelt euch daran, ihr Deutschen!“ Eine Veröffentlichung aus dem Jahr 1808 feierte Schill, Gneisenau und Nettelbeck als Retter Kolbergs.

### Bis 1945
Einen großen Publizitätszuwachs gewann Nettelbeck durch die Veröffentlichung seiner Lebenserinnerungen in den Jahren 1820–23. Auch in diesem Werk wurde die aus der Luft gegriffene Legende verbreitet, Loison hätte vom Waffenstillstand Kenntnis gehabt und ihn gegenüber Gneisenau verschwiegen, um für die bevorstehende Eroberung der Festung von Napoleon den Titel „Herzog von Kolberg“ zu erhalten. Nettelbecks eigene Verdienste und die des Bürgerbataillons wurden darin stark übertrieben und die des Kommandanten Lucadou entsprechend verfälscht. Nettelbeck wurde als Patriot und Seefahrer Held einer Unzahl von patriotischen Werken. In einer groß angelegten Veröffentlichung im Vormärz und während der Revolution von 1848 erschien er neben Friedrich Ludwig Weidig, Benjamin Franklin und Thaddäus Kosciuszko als „Mann des Volks“. Das Theaterstück Colberg 1807 oder: Heldensinn und Bürgertreue von Paul Jaromar Wendt (1862) wurde erst 1868 in Stettin uraufgeführt. Es geriet in den Schatten des Theaterstücks Colberg von Paul Heyse (1868). Dieses propagierte die unerwünschte „Idee eines Volkes in Waffen“, weshalb es die staatlichen Bühnen Preußens wegen „demokratischer Tendenzen“ nicht aufführten. Im Jahr 1901 hatte sich diese Sicht geändert und es wurde Lehrstoff an preußischen Gymnasien.
Im Zweiten Weltkrieg entstand nach der Vorlage von Heyses Stück der Durchhaltefilm Kolberg. Angesichts der Niederlage von Stalingrad im Auftrag des Propagandaministers Joseph Goebbels unter der Regie von Veit Harlans gedreht, enthielt die Geschichte der erfolgreichen Verteidigung Kolbergs propagandistische Bezüge zum aktuellen Bombenkrieg und zur Aufstellung des Volkssturms. Er kam erst ab Ende Januar 1945 in die Kinos, was die angestrebte Propagandawirkung erheblich beeinträchtigte.

### Nach 1945
Nach 1945 ging zusammen mit Preußen auch seine Staatstradition unter. Vom preußischen Staatsgebiet des Jahres 1807 mit seinen historischen Schauplätzen liegen heute über 80 % in Polen, Russland und Litauen und sind seit 1945 nicht mehr von Deutschen bewohnt. Die Geschichte der Belagerung Kolbergs gerät daher im heutigen Deutschland in Vergessenheit.
Inzwischen ist eine neue Kolberg-Legende im Entstehen. Sie ging von der publizistischen Verarbeitung des Kolberg-Films aus. Seine Aussage, Kolberg hätte sich gehalten, wird häufig als NS-Propaganda gewertet und demzufolge abgelehnt. So finden sich in der deutschen Publizistik immer häufiger Behauptungen wie, „anders als im Film“ hätten die Franzosen Kolberg „besetzt“, oder der Film verschweige, „dass Kolberg schließlich doch von den Franzosen erobert wurde“ oder „der Kampf um Kolberg hatte den Kolbergern nicht den Sieg gebracht, sondern die Eroberung durch die Franzosen“, er „endete mit der Niederlage Preußens“, oder manchmal mit der Einschränkung „nach dem Frieden von Tilsit“, wobei „der Waffenstillstand infolge des Friedensschlusses von Tilsit“ zustande gekommen war und „trotzdem den Einzug der Franzosen nach sich zog, so daß die ganze Verteidigung nichts gebracht hatte“, oder die Franzosen „zogen … in Wirklichkeit in Kolberg ein“, obwohl Kolberg, „von den Franzosen nach längerer Belagerung erobert, … englische Truppen zu Hilfe kamen“. Es gebe eine „historische Niederlage der Stadt Kolberg“, deren Verteidigung von vornherein aussichtslos gewesen sei. Kolberg „ergab sich nach dem Waffenstillstand“ oder „gab … nach dem Frieden von Tilsit auf“, Auch die hauptsächlich für den Schulunterricht bestimmten „Arbeitsmaterialien“ der Friedrich-Wilhelm-Murnau-Stiftung zum Film Kolberg als Beispiel für NS-Propaganda geben die unwahre Behauptung vom „anschließenden Einzug der Franzosen“ in Kolberg nach dem Ende der Belagerung weiter.
Im Unterschied dazu beginnt die polnische Forschung auch in solchen Gebieten wie Pommern, die zwischen dem Hohen Mittelalter und 1945 nicht zu Polen gehörten, sich wissenschaftlich heimatgeschichtlichen Themen zuzuwenden und damit auch der preußischen Geschichte Kolbergs.